# 하나뿐인 지구
하나뿐인 지구(영어: Our Sole Earth)는 EBS 1TV에서 1991년 9월 6일 시작되어 2017년 2월 24일에 폐지된 환경 다큐 프로그램이다.
1991년부터 방송된 대한민국의 최장수 환경 다큐 프로그램이며, KBS의 환경스페셜이 폐지됨에 따라 대한민국의 유일한 환경 다큐 프로그램이 되었다.
한편, 2011년 2월 17일 방송분에서 살아 있는 곰의 담낭에 관을 꽂아 쓸개즙을 채취한 동시에 이에 고통스러워하는 장면하고 생후 6개월된 새끼 곰의 목을 밧줄로 졸라 혼절시킨 후 산 채로 배를 갈라 간을 채취하는 과정을 일부 화면처리 상태로 나오고 이를 청소년시청보호시간대에 재방영한 부분이 문제가 되어 방송통신심의위원회로부터 '주의' 조치를 받았다.

## 기획 의도
훼손되어가는 자연과 환경에 대한 경각심을 높이고, 시청자들의 바람직한 자연환경 의식을 고양하며, 자연과 인간의 관계를 역사적·인문적으로 조명하고, 과학적으로 분석해봄으로써 체계적이고 현실적인 대안을 제시한여 자연과 인간이 조화롭게 공존할 수 있는 방안을 다양하게 모색한다.

## 방송 시간
| 방송 기간                          | 방송 시간                            | 방송 분량 |
| ---------------------------------- | ------------------------------------ | --------- |
| 1991년 9월 6일 ~ 1992년 2월 21일   | 매주 금요일 저녁 7시 50분 ~ 7시 55분 | 5분       |
| 1992년 3월 5일 ~ 1992년 8월 27일   | 매주 목요일 저녁 8시 25분 ~ 8시 35분 | 10분      |
| 1994년 3월 2일 ~ 1994년 8월 24일   | 매주 수요일 밤 9시 50분 ~ 10시 20분  | 30분      |
| 1997년 3월 3일 ~ 1998년 2월 23일   | 매주 월요일 밤 9시 25분 ~ 10시 5분   | 40분      |
| 1998년 3월 2일 ~ 1999년 2월 22일   | 매주 월요일 밤 9시 45분 ~ 10시 25분  | 40분      |
| 1999년 3월 1일 ~ 2000년 9월 25일   | 매주 월요일 밤 10시 00분 ~ 10시 40분 | 40분      |
| 2000년 11월 18일 ~ 2000년 12월 2일 | 매주 토요일 저녁 8시 ~ 8시 30분      | 30분      |
| 2000년 12월 9일 ~ 2001년 3월 31일  | 매주 토요일 저녁 6시 50분 ~ 7시 20분 | 30분      |
| 2001년 4월 2일 ~ 2002년 2월 18일   | 매주 월요일 저녁 8시 30분 ~ 9시      | 30분      |
| 2002년 2월 25일 ~ 2003년 2월 17일  | 매주 월요일 밤 9시 20분 ~ 9시 50분   | 30분      |
| 2003년 2월 24일 ~ 2004년 2월 23일  | 매주 월요일 밤 10시 50분 ~ 11시 30분 | 40분      |
| 2004년 3월 1일 ~ 2004년 8월 23일   | 매주 월요일 밤 10시 20분 ~ 11시      | 40분      |
| 2004년 9월 6일 ~ 2005년 2월 21일   | 매주 월요일 밤 10시 10분 ~ 11시      | 50분      |
| 2005년 2월 28일 ~ 2005년 8월 22일  | 매주 월요일 밤 10시 ~ 10시 50분      | 50분      |
| 2005년 9월 5일 ~ 2006년 2월 20일   | 매주 월요일 밤 11시 5분 ~ 11시 55분  | 50분      |
| 2006년 2월 27일 ~ 2007년 2월 19일  | 매주 월요일 밤 11시 ~ 11시 50분      | 50분      |
| 2007년 2월 26일 ~ 2008년 2월 18일  | 매주 월요일 밤 10시 50분 ~ 11시 40분 | 50분      |
| 2008년 2월 29일 ~ 2009년 2월 20일  | 매주 금요일 저녁 8시 50분 ~ 9시 30분 | 40분      |
| 2013년 8월 30일 ~ 2017년 2월 24일  | 매주 금요일 저녁 8시 50분 ~ 9시 30분 | 40분      |
| 2009년 2월 26일 ~ 2011년 8월 25일  | 매주 목요일 밤 11시 10분 ~ 12시      | 50분      |
| 2011년 8월 30일                    | 매주 화요일 밤 11시 40분 ~ 12시 20분 | 40분      |
| 2011년 9월 6일 ~ 2012년 2월 21일   | 매주 화요일 밤 11시 20분 ~ 12시      | 40분      |
| 2012년 2월 27일 ~ 2012년 8월 13일  | 매주 월요일 밤 11시 10분 ~ 12시      | 50분      |
| 2012년 8월 31일 ~ 2013년 2월 22일  | 매주 금요일 밤 11시 10분 ~ 12시      | 50분      |
| 2013년 3월 1일 ~ 2013년 8월 23일   | 매주 금요일 저녁 7시 30분 ~ 8시 20분 | 50분      |